# Vidarkliniken

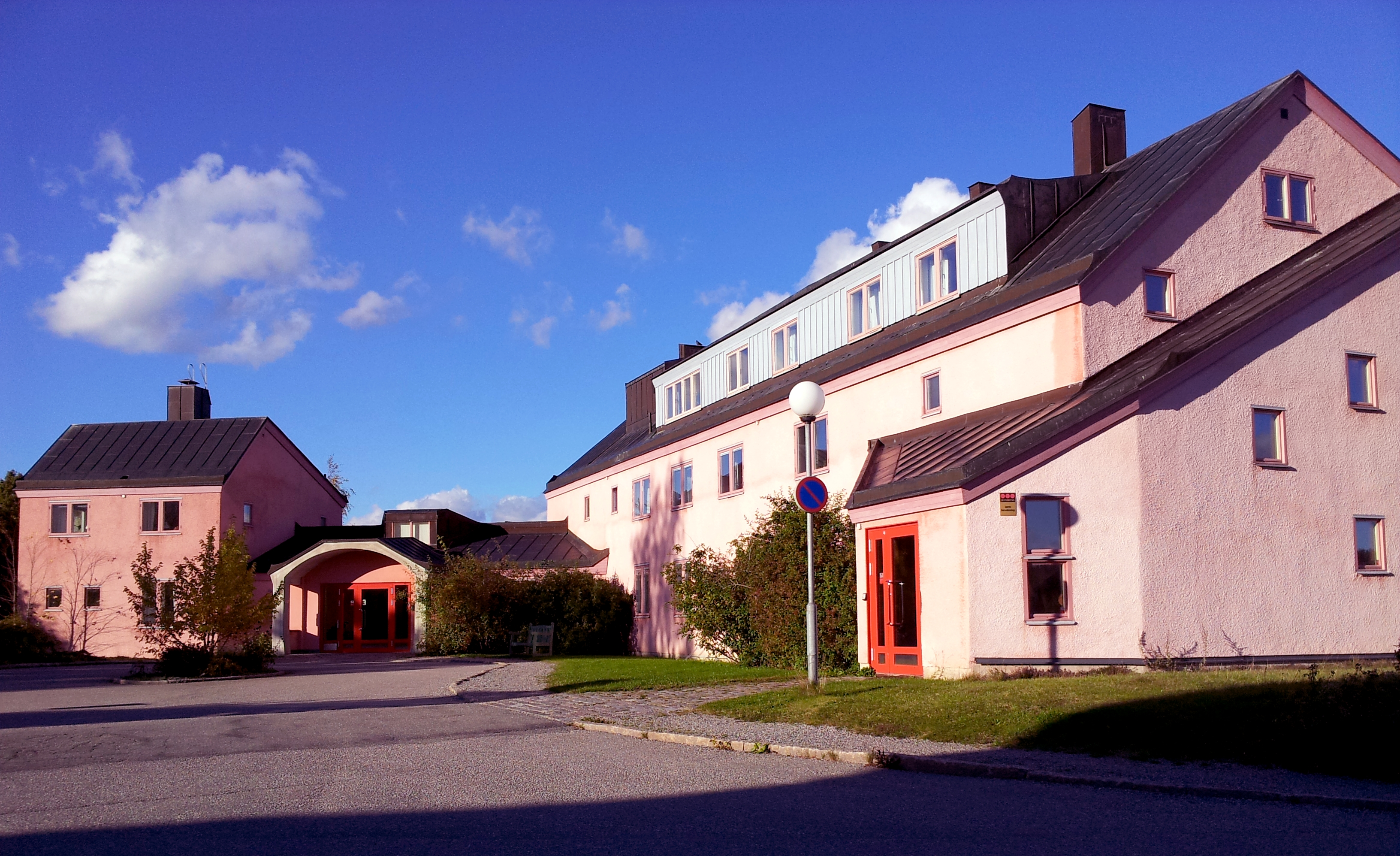
Vidarkliniken i Ytterjärna, oktober 2012

Vidarkliniken var ett privat sjukhus som bedrevs av Stiftelsen Vidarkliniken. Man erbjöd somatisk vård och rehabilitering på antroposofisk grund. Sjukhuset började sin verksamhet 1985 och verksamheten bedrevs dels i sjukhusets av Erik Asmussen ritade lokaler i Ytterjärna utanför Järna i Södertälje kommun, dels på två mottagningar i Stockholm och Norrköping. Vidarklinikens sjukhus, rehab samt vårdcentral avvecklades under 2019.

## Bakgrund
På Vidarkliniken användes bland annat läkeeurytmi, fysikaliska och konstnärliga terapier, insmörjningar och antroposofiska läkemedel i tillägg till vanliga läkemedel i behandlingen av patienterna.

## Antroposofisk medicin och läkemedelslagen
Eftersom många av de mediciner som Vidarkliniken använde inte registrerats och genomgått de kvalitets- och säkerhetskontroller som behövdes enligt läkemedelslagen (1992:859), gav regeringen vid flera tillfällen fram till 2016 dispens för fortsatt försäljning av dem, mot att ett bestämt antal läkemedel lämnas in för registrering. Kliniken har fått ett uttalat stöd av enskilda representanter från både Moderaterna och Miljöpartiets ungdomsförbund Grön ungdom.
Ursula Flatters, styrelseledamot på Vidarkliniken, menade i ett pressmeddelande från oktober 2009, då man annonserade att de fem läkemedel man skulle få registrerade för att dispensen skulle upprätthållas lämnats in, att EU:s nuvarande läkemedelsregler och systemet med sökandet av dispens mot inlämning av registreringar till läkemedelsverket var ohållbart.
Den 6 december 2013 godkände Läkemedelsverket mistelpreparaten Iscador och Helixor som växtbaserade läkemedel för individualiserad palliativ cancervård, som stöd (adjuvans) till gängse terapi.
Vården på Vidarkliniken utvärderades bland annat av lobbyorganisationen C - The Integrative Care Science Center.
År 2016 meddelade regeringen att systemet med dispenser för Vidarklinikens antroposofiska läkemedel skulle avvecklas. Dispensen förlängdes till juni 2018, och en "övergångsperiod" på tre år därefter stipulerades. Under denna tid måste läkemedlen antingen på normalt sätt godkännas av läkemedelsverket (vilket förutsatte dokumentation som med gängse vetenskapliga metoder kunde påvisa att de hade positiv verkan utöver placeboeffekten), eller registreras som homeopatiska eller naturläkemedel (med vissa inskränkningar i användandet), eller sluta användas. Vidarkliniken uttalade sig positivt om beslutet, eftersom de ansåg att fem år vore tillräcklig tid för dem att få sina läkemedel registrerade.

## Kritik
En studie av livskvaliteten för bröstcancerpatienter på Vidarkliniken kritiserades 2004 i Folkvett, medlemstidskrift för skeptikerföreningen Vetenskap och Folkbildning. 
Vetenskap och Folkbildning utnämnde också 2008 Vidarkliniken och dess dåvarande verksamhetschef till Årets förvillare. Ursula Flatters har kommenterat utnämningen i en debattartikel på Newsmill.
Stora delar av verksamheten finansierades med stöd av ett avtal med Stockholms läns landsting, vilket kritiserades med motiveringen att behandling med homeopatika vore verkningslös eller till och med skadlig. Stockholms läns landstings hälso- och sjukvårdslandstingsråd Anna Starbrink anslöt sig till kritiken, och kritiserade också Vidarklinikens journalföring.
Som en konsekvens avvecklades avtalen mellan Stockholms och några andra landsting respektive Vidarkliniken, vilket ledde till en ohållbar ekonomisk situation. Därför avvecklade kliniken sin verksamhet i flera steg under 2019.